# Друга парламентська реформа (Велика Британія)

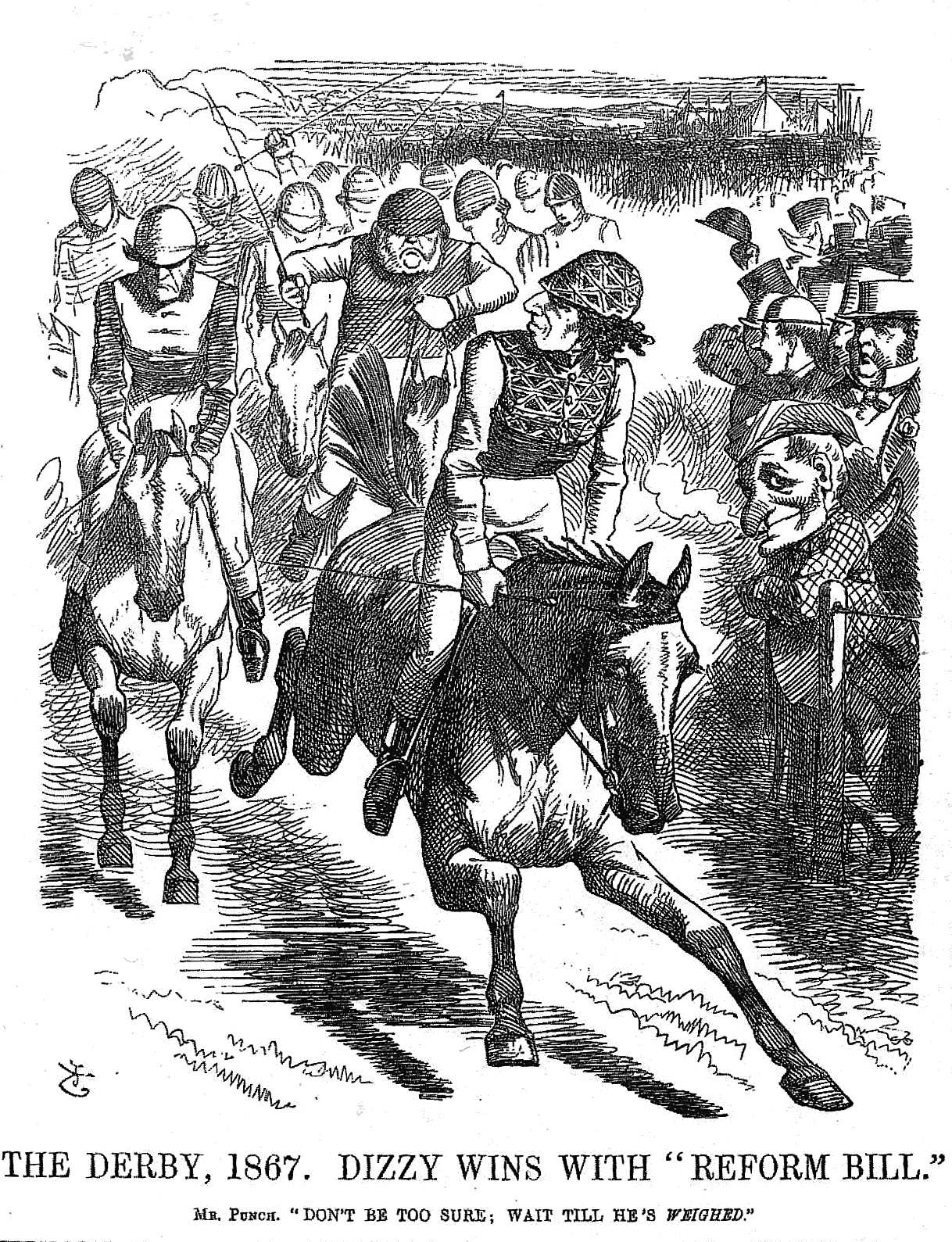
Карикатура з часопису «Панч», на якій Дізраелі випереджає Ґладстона (ліворуч) у скачках Дербі, пародіюючи сприйнятого переможця в дебатах у розколотій очолюваній лібералами Палаті громад, тоді як колега Дізраелі консерватор, лорд Дербі отримав посаду прем'єр-міністра від Палати лордів.

Парламентська реформа 1867 року або Друга парламентська реформа у Великій Британії надавала право голосу власникам або орендарям окремих будинків чи квартир, або кімнат, якщо орендна платня становила не менше 10 фунтів стерлінгів на рік. Приблизно у таких умовах і жила на той час високооплачувана категорія робітників.
В результаті реформи кількість виборців у містах зросла на 825 тисяч чоловік — дрібних буржуа, ремісників і кваліфікованих фабричних робітників. У графствах кількість жителів зросла тільки на 270 тисяч чоловік. Разом в 1868 році у Великій Британії було зареєстровано 2456 тисяч виборців при населенні у 30 мільйонів чоловік.

## Історія
Парламентські вибори 1868 року принесли крупний успіх ліберальній партії, яку очолював обраний незадовго перед тим її офіційним лідером Вільям Гладстон. Хоча у партії до того часу залишалося немало старих вігських родин, в цілому ж це була вже нова партія, яка безпосередньо захищала представників промислової буржуазії. У її лавах були тепер фабриканти Бірмінгема й Манчестера, діячі «Ліги боротьби проти хлібних законів», фритредери й радикали. Символом зміни характеру партії було входження Брайта до кабінету Гладстона (1868—1874), який віддав йому портфель міністра торгівлі. Масовою опорою партії була дрібна буржуазія й верхівка робітничого класу.
Переважна більшість лідерів тред-юніонів приєднувались до лібералів за світоглядом, а також — через радикальне крило партії — за особистими зв'язками. Але для того, щоб чинити тиск на ліберальну партію, лідерам була необхідна організація авторитетніша, ніж Лондонська рада тред-юніонів. Упродовж 1860-их років періодично збирались конференції представників тред-юніонів з різних районів країни, але тільки з 1868 року вони стали регулярними (щорічними). Створена таким чином організація отримала назву Британського Конгресу тред-юніонів (БКТ); упродовж наступних років до неї приєднались майже всі крупні та безліч дрібних тред-юніонів. Під час конгресу 1869 року було прийнято рішення створити вищий орган профспілкового руху, який діяв між конгресами, —- Парламентський комітет Конгресу тред-юніонів. Як видно з назви, головні функції цього органу полягали у тиску на парламент з метою проведення законів, які поліпшували б положення середнього класу.
У 1871 році Гладстон провів у парламенті два закони. Один з них надавав тред-юніонам права юридичних осіб, чим поставив їх у різне правове положення з іншими організаціями. Другий закон завдавав серйозного удару по давно завойованому робітничим класом праву на страйк. Формально страйки не заборонялись, але страйкарям заборонялось виставляти пікети для боротьби з штрейкбрехерами. Суди на підставі нового закону засуджували до штрафів і до тюремного ув'язнення учасників пікетів та навіть просто робітників, які просто висловлювали зневагу до штрейкбрехерів. Введення цього закону позначилось на ході виборів 1874 року, коли ліберали, втративши голоси частини тред-юніоністів, зазнали поразки. Консервативний кабінет Дізраелі (1874—1880) у 1875 році провів закон, що легалізував «мирне пікетування».
Ліберальна партія не могла, звичайно, примиритись із тим, що симпатії тред-юніонів почали схилятись у бік консерваторів. Прагнучи посилити свої зв'язки із тред-юніоністською верхівкою, вона пішла назустріч її побажанням й під час виборів 1874 року надала підтримку «робітничим» кандидатам, двоє з яких — Томас Берт й Олександр Макдональд — були обрані до парламенту. Це були типові представники класичного тред-юніонізму.
У 1872 році було введено таємне голосування, що відповідало вимогам демократичних сил ще з XVIII століття. Демократичний характер мали й адміністративні реформи уряду Гладстона, спрямовані проти панування аристократії в армії й державному апараті. Старовинна практика купівлі чинів в армії була скасована, й офіцерські посади припинили слугувати притулком для молодших синів знатних родин. Для зайняття посад на державній службі було встановлено публічний іспит.